# Uptown Funk
«Uptown Funk» (estilizado como «UpTown Funk!») es una canción realizada por el productor británico Mark Ronson, con la colaboración del cantante estadounidense Bruno Mars, perteneciente al cuarto álbum de estudio de Ronson, Uptown Special (2015). Sony Music Entertainment lanzó la canción como primer sencillo del álbum el 10 de noviembre de 2014.
El sencillo ha tenido éxito comercial, encabezó las listas en varios países, entre ellos Australia, Canadá, Irlanda, Nueva Zelanda, Reino Unido, México y Estados Unidos. El sencillo ostentó el título de la pista más escuchada de todos los tiempos en una sola semana en el Reino Unido, después de haber sido transmitido un récord de 2 490 000 veces en una sola semana, siendo superado por la canción de la cantante británica Ellie Goulding, «Love Me Like You Do».

## Antecedentes y composición
En 2012, Ronson produjo canciones para Bruno Mars que fueron incluidas en su segundo álbum de estudio "Unorthodox Jukebox", incluyendo los sencillos "Locked Out of Heaven" y "Gorilla". En junio de 2014, Ronson dijo en Capital FM que él y Mars están planeado trabajar juntos de nuevo."[Mars] tuvo una carrera increíble y fue fantástico poder trabajar en ese disco con él y espero que podamos estar haciendo música por un tiempo."
Ronson, junto con el coproductor de "Uptown Special", Jeff Bhasker, quería establecer una tienda donde y cuando encuentran el tiempo con Mars, eventualmente la grabación se llevó a cabo en Los Ángeles, Toronto, Londres, Vancouver, Memphis y Nueva York. Mars terminó tocando la batería en todo el álbum, así como coescribiendo el primer sencillo. Ronson dijo, "Fue seis o siete meses persiguiendo a Bruno alrededor de la gira."

## Recepción de la crítica
La canción ha recibido críticas positivas de la mayoría de críticos de la música. Nick Murray de Rolling Stone le dio una crítica positiva, dando a la canción una calificación de 4 de 5 estrellas, elogiando "alguna influencia de George Kranz y Nile Rodgers con los "riff" de guitarra. También escribió que Mars, Ronson y The Hooligans "canalizan los días en que no fueron humildes y la música disco no era retro". Lucas Villa de  AXS  llamó a Ronson "eternamente cool" y ha añadido que el productor en su "última incursión en 'Funk' es sin duda la más espeluznante, más fresco y el lanzamiento más divertido aún."
En agosto de 2018, la canción fue reconocida por Billboard  como una de las cuatro mejores canciones de todos los tiempos, y a su vez como la mejor canción de la última década, esto tras la publicación de la lista "The Hot 100's All-Time Top 100 Songs" realizada por Billboard en conmemoración de los 60th aniversario de la revista.

## Recepción comercial
«Uptown Funk» fue un éxito comercial en el mundo entero, entrando en el número uno en la lista de sencillos del Reino Unido, Francia, Escocia, Bélgica, Irlanda, Croacia, España, Argentina, Chile, Israel, Canadá, México y los Estados Unidos.
«Uptown Funk» debutó en el #65 convirtiéndola en la primera canción del británico en aparecer en la lista Billboard Hot 100.

«Uptown Funk» es la primera canción de Mark Ronson en alcanzar la primera posición en el Billboard Hot 100.

 La canción se elevó 47 posiciones hasta el número 18 en su segunda semana en el Hot 100. En su tercera semana la canción subió al número ocho realizando el primer top diez de Ronson en la lista como artista principal y su tercer top diez como productor: (Amy Winehouse con "Rehab" (#9, 2007) y Bruno Mars con "Locked Out of Heaven" (#1, 2012-13). En su cuarta semana, la canción alcanzó la posición #5. Por otro lado, lo que garantiza a Mars su undécimo top 5 en el Billboard Hot 100, empatando con Katy Perry. Para la semana del 17 de enero de 2015 la canción escaló hacia el #1 superando a Taylor Swift con Blank Space que estuvo durante 7 semanas consecutivas.
"Uptown Funk" se convirtió en el primer sencillo número uno de Ronson en el país y el sexto de Mars. La canción ha vendido más de 6,1 millones de copias en los Estados Unidos hasta junio de 2015.
A principios de abril, "Uptown Funk" dominó la cartelera de "Billboard Hot 100" por décima cuarta (14) semana consecutiva, convirtiéndose en la canción con más semanas en el primer lugar del Hot 100 de la década de los 2010, y tan solo la décima canción en lograrlo.
Dentro de la lista Top Latin Songs – Ingles de Monitor Latino se ha mantenido entre los primeros 10 lugares por 8 semanas consecutivas, reafirmando el innegable éxito comercial de la canción.
Rick Astley interpretó una versión del tema por primera vez en un festival de los 80s, Stereogum, el 27 de junio de 2015 y luego lo hizo en la 57 versión del Festival Internacional de la Canción de Viña del Mar, Chile, el 26 de febrero de 2016.

## Video musical
El video musical oficial fue lanzado el 17 de noviembre de 2014 exclusivamente en Yahoo. Está protagonizada por Mars, Ronson y the Hooligans. El 19 de noviembre, fue lanzado en Vevo y YouTube. Fue dirigido por Bruno Mars y Cameron Duddy. El video cuenta con más de 4 mil millones de visitas en el canal VEVO de Mark Ronson y ocupa el puesto número 4 de los videos más vistos de la historia.

## Usos en la cultura popular
En la Secundaria A. Maceo Smith New Tech ubicada en Dallas, un maestro de teatro llamado Scot Pankey, decidió grabar un video en la escuela, donde se puede ver a él bailando con todos sus alumnos.
Esto es lo que dijo Pankey al periódico The Dallas Morning News:

“Escuché esta canción antes de Navidad y me enamoré de ella, Somos una escuela de proyectos, lo que significa que les das a los estudiantes un proyecto, los pones en grupos y ellos tienen que ofrecer soluciones. Tuvieron tres semanas para trabajar, y luego presentaron lo que aprendieron.”

La grabación, musicalización y edición estuvo a cargo de los estudiantes. El video ha sido subido a YouTube el 24 de enero de 2015 y desde entonces ha recibido más de 13 millones de visitas.
Además, en la serie animada La ley de Milo Murphy de Disney se hace parodia al video musical de Uptown Funk en el episodio "The Phineas and Ferb Effect" mientras los personajes interpretan una canción llamada "How Do I Do it?"
En 2022 apareció en un comercial de 7 Up y también llegó a oirse en Sonic 2, la película durante la escena de baile de Sonic y Tails en un bar en Siberia

## Posicionamiento en listas
69 semanas consecutivas

### Semanales
| País              | Lista                        | Mejor posición |             |
| 2014 - 2015       | 2014 - 2015                  | 2014 - 2015    | 2014 - 2015 |
| ----------------- | ---------------------------- | -------------- | ----------- |
| Alemania          | Offizielle Deutsche Charts   | 1              |             |
| Argentina         | Los 40 Principales           | 1              |             |
| Australia         | ARIA Singles Chart           | 1              |             |
| Austria           | Ö3 Austria Top 40            | 1              |             |
| Bélgica (Flandes) | Ultratop 50                  | 1              |             |
| Bélgica (Valonia) | Ultratop 40                  | 1              |             |
| Canadá            | Canadian Hot 100             | 1              |             |
| Canadá            | Canadian Digital Songs       | 1              |             |
| Chile             | Los 40 Principales           | 1              |             |
| Colombia          | Los 40 Principales           | 1              |             |
| Colombia          | National Report Top Anglo    | 1              |             |
| Croacia           | Croatian Airplay Radio Chart | 1              |             |
| Corea del Sur     | Gaon International Chart     | 1              |             |
| Dinamarca         | Tracklisten                  | 1              |             |
| Escocia           | Scottish Singles Chart       | 1              |             |
| Eslovaquia        | Singles Digitál Top 100      | 1              |             |
| España            | PROMUSICAE                   | 1              |             |
| España            | Los 40 Principales           | 1              |             |
| Estados Unidos    | Billboard Hot 100            | 1              |             |
| Estados Unidos    | Digital Songs                | 1              |             |
| Estados Unidos    | Pop Songs                    | 1              |             |
| Estados Unidos    | Radio Songs                  | 1              |             |
| Estados Unidos    | Heatseekers Songs            | 1              |             |
| Estados Unidos    | Streaming Songs              | 1              |             |
| Estados Unidos    | Dance Club Songs             | 1              |             |
| Estados Unidos    | Adult Pop Songs              | 1              |             |
| Estados Unidos    | Latin Pop Songs              | 1              |             |
| Estados Unidos    | On-Demand Songs              | 1              |             |
| Estados Unidos    | Adult Contemporary           | 1              |             |
| Europa            | Euro Digital Songs           | 1              |             |
| Finlandia         | Suomen virallinen lista      | 1              |             |
| Francia           | SNEP Singles Chart           | 1              |             |
| Grecia            | Greece Digital Songs         | 1              |             |
| Hungría           | Single Top 40                | 1              |             |
| Hungría           | Rádios Top 40                | 1              |             |
| Irlanda           | Irish Singles Chart          | 1              |             |
| Israel            | Media Forest                 | 1              |             |
| Italia            | FIMI                         | 3              |             |
| Japón             | Japan Hot 100                | 1              |             |
| México            | Monitor Latino               | 1              |             |
| Noruega           | VG lista                     | 1              |             |
| Nueva Zelanda     | Recorded Music NZ            | 1              |             |
| Países Bajos      | Dutch Top 40                 | 1              |             |
| Reino Unido       | UK Singles Chart             | 1              |             |
| República Checa   | Radio Top 100 Chart          | 1              |             |
| Sudáfrica         | South African Singles Chart  | 1              |             |
| Suecia            | Sverigetopplistan            | 1              |             |
| Suiza             | Schweizer Hitparade          | 2              |             |

### Certificaciones
| País           | Organismo certificador | Certificación         | Ventas certificadas | Ref.   |
| -------------- | ---------------------- | --------------------- | ------------------- | ------ |
| Alemania       | BVMI                   | Platino               | 400 000             | [ 64 ] |
| Australia      | ARIA                   | 12× Platino           | 840 000             | [ 65 ] |
| Austria        | IFPI — Austria         | Oro                   | 15 000              | [ 66 ] |
| Bélgica        | BEA                    | 3× Platino            | 90 000              | [ 67 ] |
| Canadá         | Music Canada           | Diamante              | 800 000             | [ 68 ] |
| Dinamarca      | IFPI Dinamarca         | 2× Platino            | 120 000             | [ 69 ] |
| Francia        | SNEP                   | Diamante              | 250 000             | [ 70 ] |
| Italia         | FIMI                   | 4× Platino            | 200 000             | [ 71 ] |
| Japón          | RIAJ                   | Oro                   | 100 000             | [ 72 ] |
| México         | AMPROFON               | Diamante + 3× Platino | 480 000             | [ 73 ] |
| Nueva Zelanda  | RMNZ                   | 5× Platino            | 75 000              | [ 74 ] |
| Suecia         | GLF                    | Platino               | 40 000              | [ 75 ] |
| Reino Unido    | BPI                    | 4× Platino            | 2 509 000           | [ 76 ] |
| Estados Unidos | RIAA                   | 11× Platino           | 6 340 000           | [ 12 ] |

#### Sucesión en listas
| Anterior: «Dangerous» de David Guetta con Sam Martin                                           | SNEP Singles Chart — N.º 1 27 de diciembre de 2014 —                                                               | Siguiente: «Avenir» de Louane Emera                                                                        |
| Anterior: «Blank Space» de Taylor Swift                                                        | Billboard Hot 100 — N.º 1 17 de diciembre de 2014 —                                                                | Siguiente: «See You Again» de Wiz Khalifa y Charlie Puth                                                   |
| Anterior: «Blank Space» de Taylor Swift                                                        | Canadian Hot 100 — N.º 1 10 de enero de 2015 —                                                                     | Siguiente: «Indefinido»                                                                                    |
| Anterior: «Something I Need» de Ben Haenow                                                     | UK Singles Chart — N.º 1 10 de enero de 2015 — 14 de febrero de 2015                                               | Siguiente: «Love Me Like You Do» de Ellie Goulding                                                         |
| Anterior: «Something I Need» de Ben Haenow                                                     | Scottish Singles Top 40 — N.º 1 10 de enero de 2015 — 14 de febrero de 2015                                        | Siguiente: «Love Me Like You Do» de Ellie Goulding                                                         |
| Anterior: «Do They Know It's Christmas?» de Band Aid 30                                        | Irish Singles Chart — N.º 1 18 de diciembre de 2014 — 05 de febrero de 2015                                        | Siguiente: «Love Me Like You Do» de Ellie Goulding                                                         |
| Anterior: «Tocado y hundido» de Melendi                                                        | Los 40 Principales — N.º 1 17 de enero de 2015 — 14 de febrero de 2015                                             | Siguiente: «Thinking Out Loud» de Ed Sheeran                                                               |
| Anterior: «Dangerous» de David Guetta con Sam Martin                                           | Los 40 Principales — N.º 1 10 de enero de 2015 — 21 de febrero de 2015                                             | Siguiente: «Young Again» de Hardwell con Chris Jones                                                       |
| Anterior: «Mi persona favorita» de Río Roma                                                    | Los 40 Principales — N.º 1 11 de enero de 2014 — 25 de enero de 2014                                               | Siguiente: «Mi persona favorita» de Río Roma                                                               |
| Anterior: «Thinking Out Loud» de Ed Sheeran                                                    | Entertainment Monitoring Africa — N.º 1 3 de febrero de 2015 — 24 de febrero de 2015                               | Siguiente: «Thinking Out Loud» de Ed Sheeran                                                               |
| Anterior: «Blame» de Calvin Harris con John Newman                                             | Monitor Latino — N.º 1 31 de enero de 2015 —                                                                       | Siguiente: «Indefinido»                                                                                    |
| Anterior: «Dangerous» de David Guetta con Sam Martin «Real Love» de Clean Bandit y Jess Glynne | Media Forest — N.º 1 07 de diciembre de 2014 — 21 de diciembre de 2014 11 de enero de 2015 — 21 de febrero de 2015 | Siguiente: «Real Love» de Clean Bandit y Jess Glynne «What I Did for Love» de David Guetta con Emeli Sande |